# Baraeus tridentatus
Baraeus tridentatus là một loài bọ cánh cứng trong họ Cerambycidae.